# 博润
博润，满洲正黄旗人，清朝政治人物。
博润曾于1878年接替杨霁任松江府知府一职，1883年由杨岘接任。